# Riserva di valore
Una riserva di valore è un bene (materiale o immateriale) che tende a conservare il suo valore nel tempo e per tale motivo può essere detenuto per un utilizzo futuro senza il pericolo che si "deteriori".
Il carattere di riserva di valore non può essere assente negli strumenti di pagamento, in quanto l'uso di uno strumento di pagamento presuppone il fatto che la sua temporanea detenzione non ne faccia perdere il valore (in termini di potere d'acquisto).
Non a caso i primi strumenti di pagamento furono beni non deperibili, fino ad arrivare ai metalli preziosi (poi coniati sotto forma di moneta metallica), dotati di particolare resistenza; nel caso della moneta cartacea convenzionale la stabilità del potere d'acquisto (conservazione del valore di scambio) risiede nella garanzia rappresentata dalla gestione anti-inflazionistica della politica monetaria da parte della banca centrale.
Per un dato bene la presenza del carattere di riserva di valore è condizione necessaria ma non sufficiente perché sia presente anche il carattere di strumento di pagamento (si può quindi avere una riserva di valore che non funge da strumento di pagamento, ma non si può avere uno strumento di pagamento che non abbia un minimo di proprietà di conservare il proprio valore nel tempo).